# 伊东祐亨

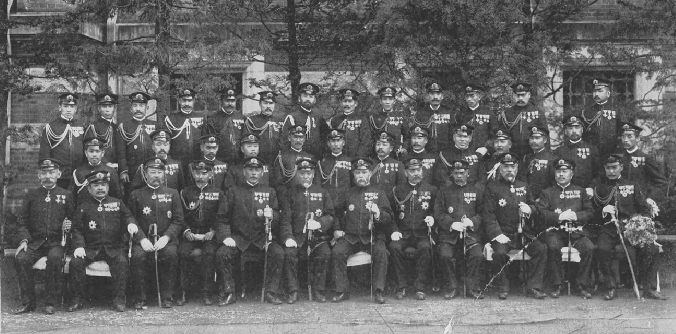
日俄战争凯旋式当日之海軍首脑 从左4人依次是伊集院五郎、上村彦之丞、东乡平八郎、山本權兵衛、伊東軍令部長、片岡七郎、出羽重遠、齋藤實、山下源太郎、中列左第六人是加藤友三郎

伊东祐亨（1843年6月9日—1914年1月16日）日本军人，海军大将、元帥。曾任聯合艦隊司令長官，參與甲午戰爭。後又參與日俄戰爭。1907年封伯爵。

## 生平
天保14年（1843年）5月12日生，日本华族（贵族），曾获奖励有從一位、大勲位、功一級、伯爵。薩摩藩藩士。曾任日本联合舰队司令长官，父亲伊东祐典。伊东祐亨初名金次郎，后改名四郎右卫门，又改名四郎，最后改为祐亨。号碧海。军人家庭，祖先为飫肥藩主伊东氏之名门出身，家徽庵木瓜。
自幼对海军感兴趣，在江川英龍的学校学炮兵，后入勝海舟的神户海軍操練所与坂本龍馬、陸奥宗光共同学航海。萨英战争时从军。参加过戊辰战争。
明治维新后加入政府海军，1871年(明治4年)任海军大尉，1877年任日进号舰长辅。1882年任海军大佐，先后任龙驤、扶桑、比叡等鐵甲艦舰长。1885年任横须贺造船所长兼横须贺镇守府次长、同年任建造中浪速號防護巡洋艦回航委员长。该舰服役后任舰长。1886年封海军少将。就任海軍省第一局長兼海軍大学校校長。1892年升海军中将，横須賀鎮守府長官。1893年（明治26年）任常備艦隊長官，1894年(明治27年)7月18日任联合舰队司令长官，准备参加甲午战争。
1894年9月17日12时50分左右，日本联合舰队与中国清朝北洋水师于黄海发生黄海海战，結果与战前预測相反，北洋水师大型主力舰被击毁（日本旗艦「松島」4217吨、北洋水师旗艦「定遠」7220吨、差距不到1倍）。日本取得黄海制海权。这是甲午战争中，对日本有利的重大转折点。此后在海陆战斗中，清军全面失败。1895年2月13日北洋舰队在威海衛之戰被圍投降，北洋艦隊提督丁汝昌在前一天服毒自杀。伊东祐亨将缴获的商船康济号遣送丁汝昌遗体回国，日本认为这种礼仪使世界惊叹。。战后任军令部长。1898年封海军大将。日俄战争中在大本营任军令部长。1905年日俄战争结束后封元帅。但他对政治不感兴趣。
1907年(明治40年)封伯爵，授從一位功一級金鵄勳章、大勲位菊花大綬章。

## 脚注
1. ↑  . MSN産経ニュース. 2014-05-07  [2014-05-08]. （原始内容存档于2014-05-08）.